# Jan Gotfryd Reyger
Jan Gotfryd Reyger  ou   Jan Gottfried Reyger (4 de novembro de 1704 – 29 de outubro de 1788) foi um naturalista alemão.